# Introducing... Rubén González
Albums de Rubén González
Chanchullo
(2000)
Introducing... Rubén González est un album de musique cubaine enregistré en 1996 à La Havane à Cuba par le pianiste cubain Rubén González.
L'album combine de nombreux styles de musique cubaine comme le cha-cha-cha (avec La Engañadora composée par Enrique Jorrín en 1949 et considérée comme le premier cha-cha-cha), la guaracha, le danzón, le boléro cubain, la canción, le son montuno et la descarga.

## Historique

### Enregistrement et production
L'album Introducing... Rubén González est enregistré en avril 1996 aux studios Egrem à La Havane à Cuba par le pianiste Rubén González accompagné par un groupe incluant, entre autres, Orlando 'Cachaíto' López (contrebasse), Amadito Valdés (timbales), Roberto García (bongos), Carlos González (congas) et Manuel 'Guajiro' Mirabal à la trompette,.
Il est produit par Nick Gold, fondateur et directeur du label World Circuit Records, enregistré par Jerry Boys, et mixé aux studios Livingstone à Londres.

### Publication
L'album sort en disque vinyle et en disque compact le 16 septembre 1997 sous la référence 79477-2 sur le label britannique World Circuit Records fondé par Nick Gold,.
La notice de l'album est rédigée par Nigel Williamson, la photographie est l'œuvre de Cristina Piza et Lucy Duran et le design de la pochette est conçu par Kathryn Samson,.

### Réédition
L'album est réédité en disque vinyle et en disque compact en 2017 sous les références WCV049 et WCD049s.
Aux morceaux de l'album originel est ajouté le morceau Descarga Ruben y Cachaito. 
L'album de 2017 est remastérisé par Alex Wharton et Nick Gold au studios Abbey Road à Londres.

## Accueil critique
Le site AllMusic attribue 4½ étoiles à l'album Introducing... Rubén González.
Le critique musical Scott Yanow d'AllMusic estime que « Bien qu'il ne possédait même pas son propre piano à l'époque, il joue brillamment, interprétant une variété de mélodies traditionnelles plus deux originaux, citant souvent d'autres chansons et se dépassant vraiment. Ses accords sont très entraînants, sa maîtrise du piano est assez impressionnante, et la musique chante à cœur joie ». Et Yanow de conclure « Il est impossible de ne pas aimer cet album ».

## Liste des morceaux
L'album originel comprend les neuf morceaux suivants, :
| 1.    | La Engañadora       | Enrique Jorrín            | 2:32 |
| 2.    | Cumbanchero         | Rafael Canchola Hernández | 4:35 |
| 3.    | Tres Lindas Cubanas | Guillermo Castillo        | 5:22 |
| 4.    | Melodía Del Rio     | Rubén González            | 4:42 |
| 5.    | Mandinga            | Rodriguez Fiffe           | 8:28 |
| 6.    | Siboney             | Ernesto Lecuona           | 2:32 |
| 7.    | Almendra            | Abelardito Valdés         | 9:53 |
| 8.    | Tumbao              | Rubén González            | 5:11 |
| 9.    | Como Siento Yo      | Rubén González            | 2:40 |
| 45:55 |                     |                           |      |

La réédition de 2017 comprend un morceau supplémentaire : Descarga Ruben y Cachaito.

## Musiciens
- Rubén González : piano
- Orlando 'Cachaíto' López : contrebasse
- Manuel 'Guajiro' Mirabal : trompette
- Amadito Valdés : timbales
- Roberto García : bongos, güiro, cowbell
- Carlos González : congas
- Alberto 'Virgilio' Valdés : maracas
- Carlos Puisseaux : güiro
- Juan de Marcos González : chœurs, arrangeur
- Manuel 'Puntillita' Licea : chœurs
- Antonio 'Maceo' Rodríguez : chant
- Richard Egües : flûte